# Сиреномелия
Сиреномелия (лат. sirenomelia; др.-греч. σειρήν — сирена + μέλος — часть тела, конечность) (син.: синдром русалки, симпус, сирена) — аномалия развития в виде сращения нижних конечностей. Конечности срастаются таким образом, что становятся похожи на хвост рыбы, а сам ребёнок на русалку или сирену (отсюда название). Также часто отсутствуют наружные половые органы, недоразвит желудочно-кишечный тракт и неперфорирован анус.
Встречается в одном случае на 100 000 родившихся и, как правило, приводит к смерти через 1—2 дня после рождения из-за аномалий развития и функционирования почек и мочевого пузыря. Однако известны случаи, когда дети с сиреномелией (даже без хирургической операции) жили несколько лет. Так, американская девочка Шайло Пепин, страдавшая сиреномелией, прожила более 10 лет, скончавшись в 2009 году.
В мире известны ещё два человека, которые пережили хирургическую операцию и сумели восстановиться.
- Первая — американка Тиффани Йоркс (7 мая 1988 — 24 февраля 2016)[3], перенёсшая операцию в возрасте одного года[4]. Тиффани не научилась ходить и передвигалась только в инвалидной коляске.
- Вторая — перуанка Милагрос Серрон (27 апреля 2004 — 24 октября 2019)[5], которая перенесла три сложнейшие операции за пять лет[6]. В отличие от Тиффани, Милагрос научилась ходить[7] и даже стала посещать танцевальный класс[8]. Все операции оплатили власти города Лима, а отцу Милагрос, Рикардо Серрону, даже помогли устроиться на работу в городе[9]. Милагрос прожила 15 лет и скончалась от серьёзной болезни почек[10].

До XIX века на протяжении столетий тела страдавших сиреномелией детей могли быть использованы для создания чучел «морских дев», которые оставались одними из главных экспонатов так называемых кабинетов курьёзов.